# EPrix Marrákeše
ePrix Marrákeše (anglicky: Marrakesh ePrix) je jedním ze závodů šampionátu vozů Formule E, pořádané Mezinárodní automobilovou federací. Místem konání je v současnosti trať Circuit International Automobile Moulay El Hassan ve městě Marrákeš v Maroku.

## Vítězové ePrix Marrákeše

### Vítězové v jednotlivých letech
| Rok  | Jezdec                 | Konstruktér      | Trať                                              | Výsledky |
| ---- | ---------------------- | ---------------- | ------------------------------------------------- | -------- |
| 2022 | Edoardo Mortara        | Venturi-Mercedes | Circuit International Automobile Moulay El Hassan | Výsledky |
| 2020 | António Félix da Costa | Techeetah-DS     | Circuit International Automobile Moulay El Hassan | Výsledky |
| 2019 | Jérôme d'Ambrosio      | Mahindra Racing  | Circuit International Automobile Moulay El Hassan | Výsledky |
| 2018 | Felix Rosenqvist       | Mahindra Racing  | Circuit International Automobile Moulay El Hassan | Výsledky |
| 2016 | Sébastien Buemi        | Renault e.dams   | Circuit International Automobile Moulay El Hassan | Výsledky |